# Spořitelna a muzeum (Nový Bydžov)
Secesní budova muzea a spořitelny se nalézá na Masarykově náměstí ve městě Nový Bydžov v okrese Hradec Králové. Nárožní secesní budova tvořící jednu z dominant Masarykova náměstí je dílem architekta Jana Vejrycha z roku 1906 je chráněna jako kulturní památka ČR. Národní památkový ústav tuto budovu uvádí v katalogu památek pod rejstříkovým číslem ÚSKP 38971/6-4699.
Ve dvou poschodích budovy sídlí Městské muzeum Nový Bydžov.

## Popis
Secesní budova spořitelny a muzea v Novém Bydžově je nárožní dvoupatrová budova se zaobleným nárožím.
Průčelí do náměstí má 3 osy, uprostřed se nalézá půlkruhově zaklenutý vchod do spořitelny se zaoblenou špaletou s mozaikou. V prvním patře jsou 4 okna ve tvaru T, střední je usazeno v nakoso posazeném arkýři, ve druhém patře jsou uprostřed 4 velká okna, z nichž jsou boční zaoblená a před prostředními okny je malý balkon. Po stranách jsou další dvě okna. Kolem oken jsou profilované šambrány, nad okny je štuková výzdoba. Nad středním oknem v 2. patře je v dlouhé ozdobné kartuši s listy, plody a maskarony mozaikový nápis SPOŘITELNA. Nad tím segmentový štít s třemi malými půlkruhově zaklenutými okny a štukovou výzdobou. 
Na nároží je 1 osa oken, nad druhým patrem je menší segmentový štít se štukovým českým lvem. Nad korunní římsou je atika se sloupky. Nad nárožím se nalézá věž s měděnou střechou, lucernou, ochozem a makovicí. 
Průčelí do ulice Boženy Němcové je osmiosé, v přízemí je výklad a šest půlkruhově zaklenutých oken, vchod do muzea je v 7. ose rovněž půlkruhově zaklenutý. V prvním patře jsou nad kordonovou římsou okna se zděným křížením, stejně jako ve druhém patře. Nad 2. a 3. osou a 6. a 7. osou je segmentový odstupňovaný štít se štukovou výzdobou s listy a plody mezi okny a nakoso postaveným arkýřem s balkonem. Po stranách arkýřů jsou ve štítech malá okna.

## Galerie

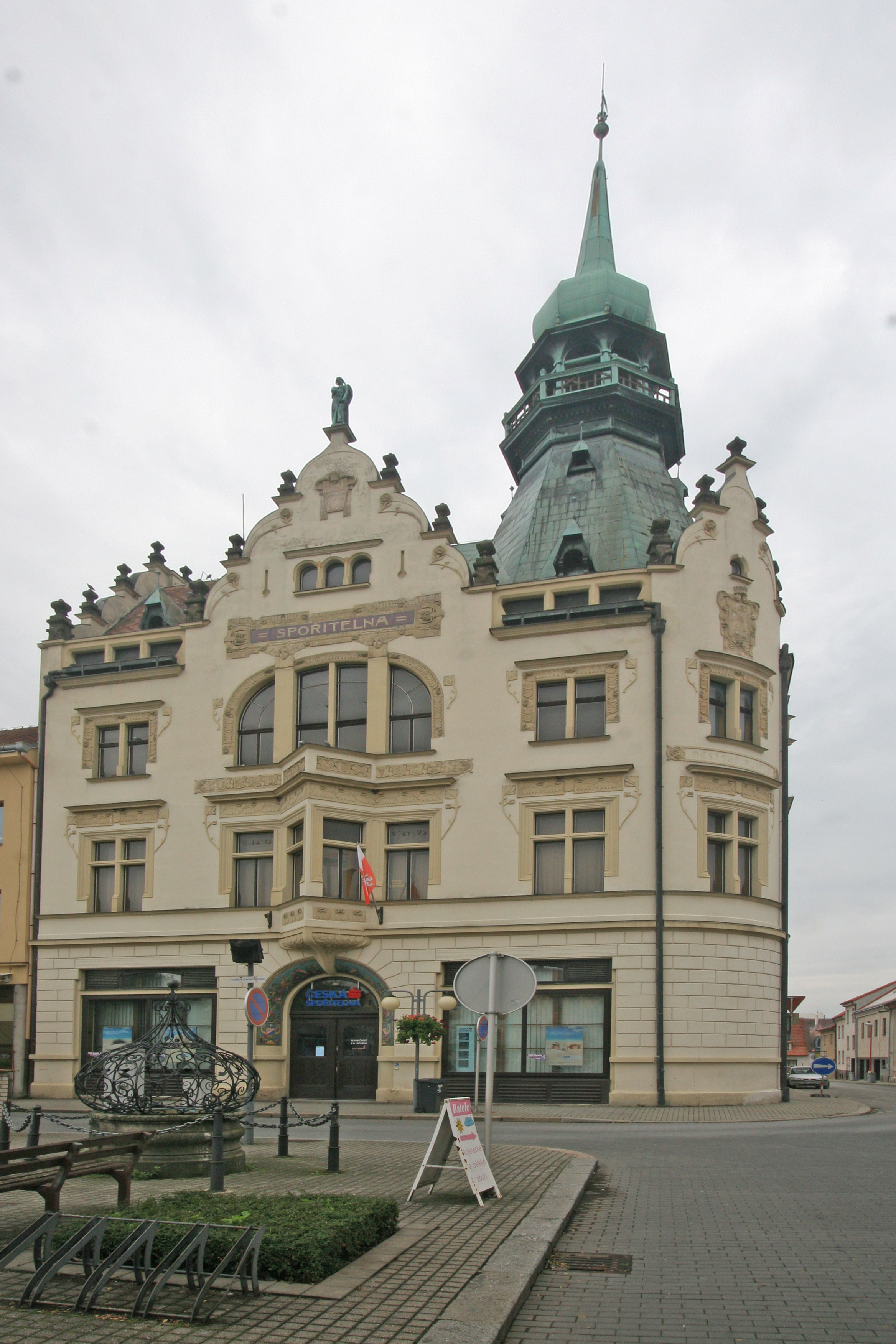
Spořitelna a muzeum v Novém Bydžově – pohled z náměstí
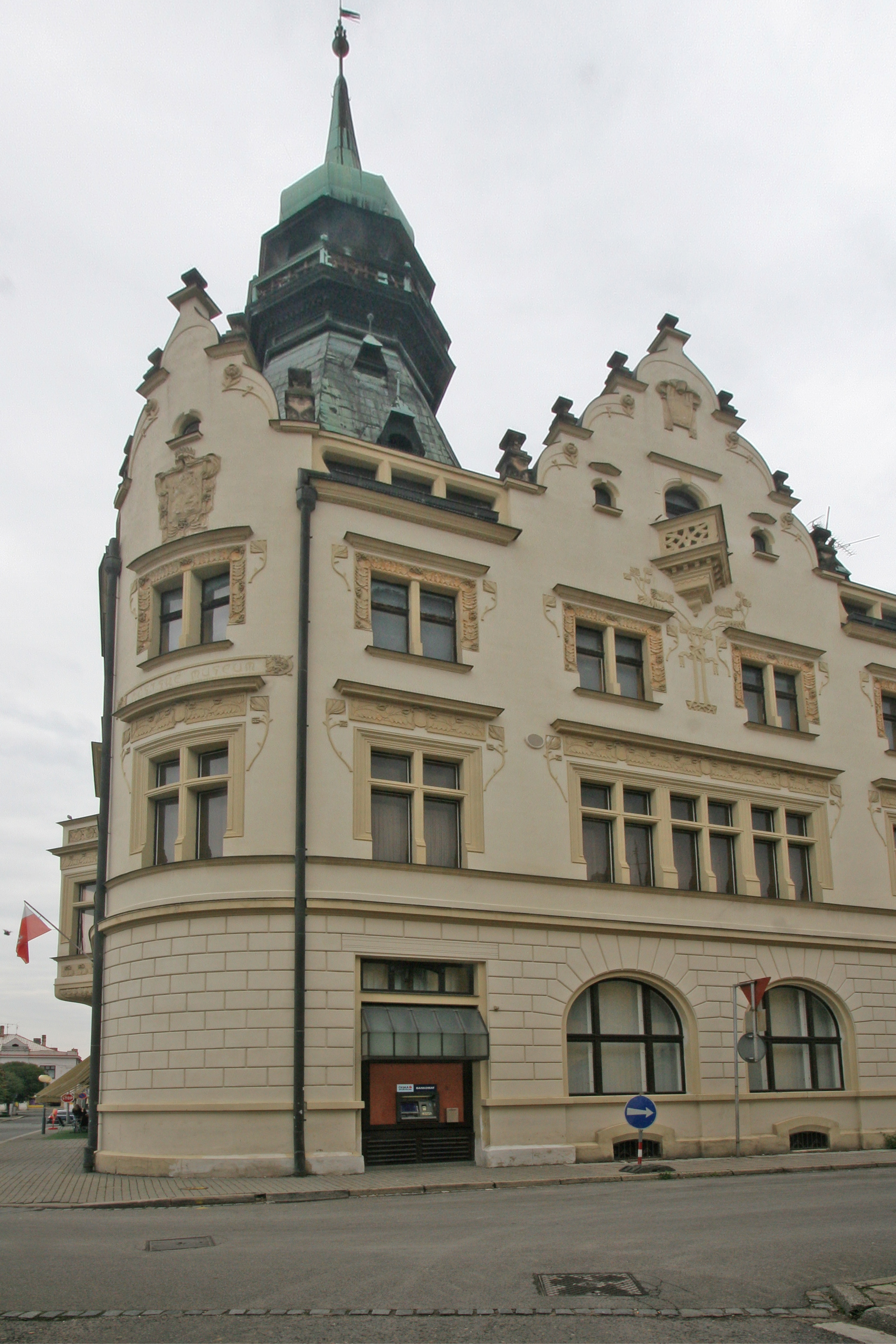
Spořitelna a muzeum v Novém Bydžově – pohled z ulice Boženy Němcové
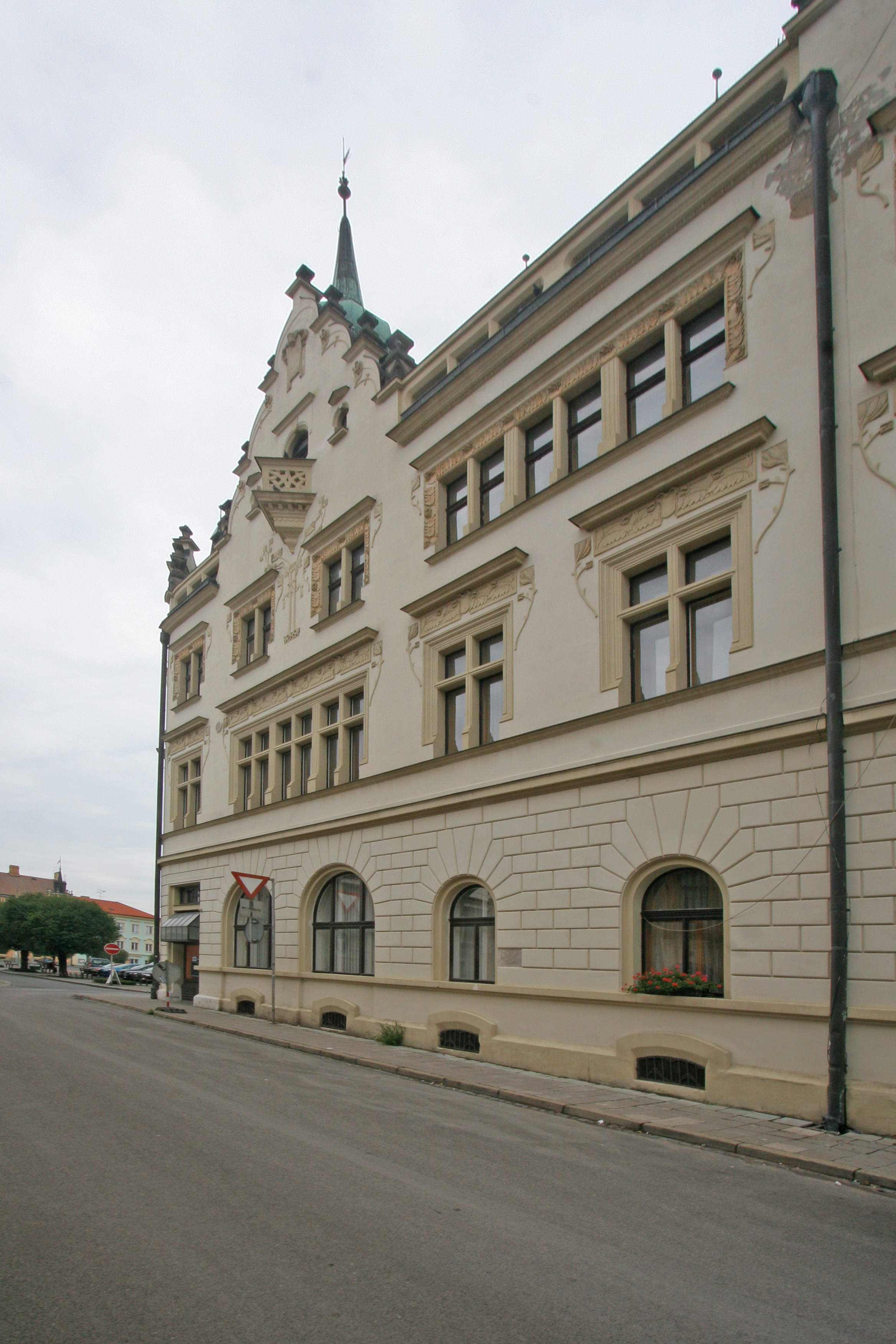
Spořitelna a muzeum v Novém Bydžově – pohled z ulice Boženy Němcové
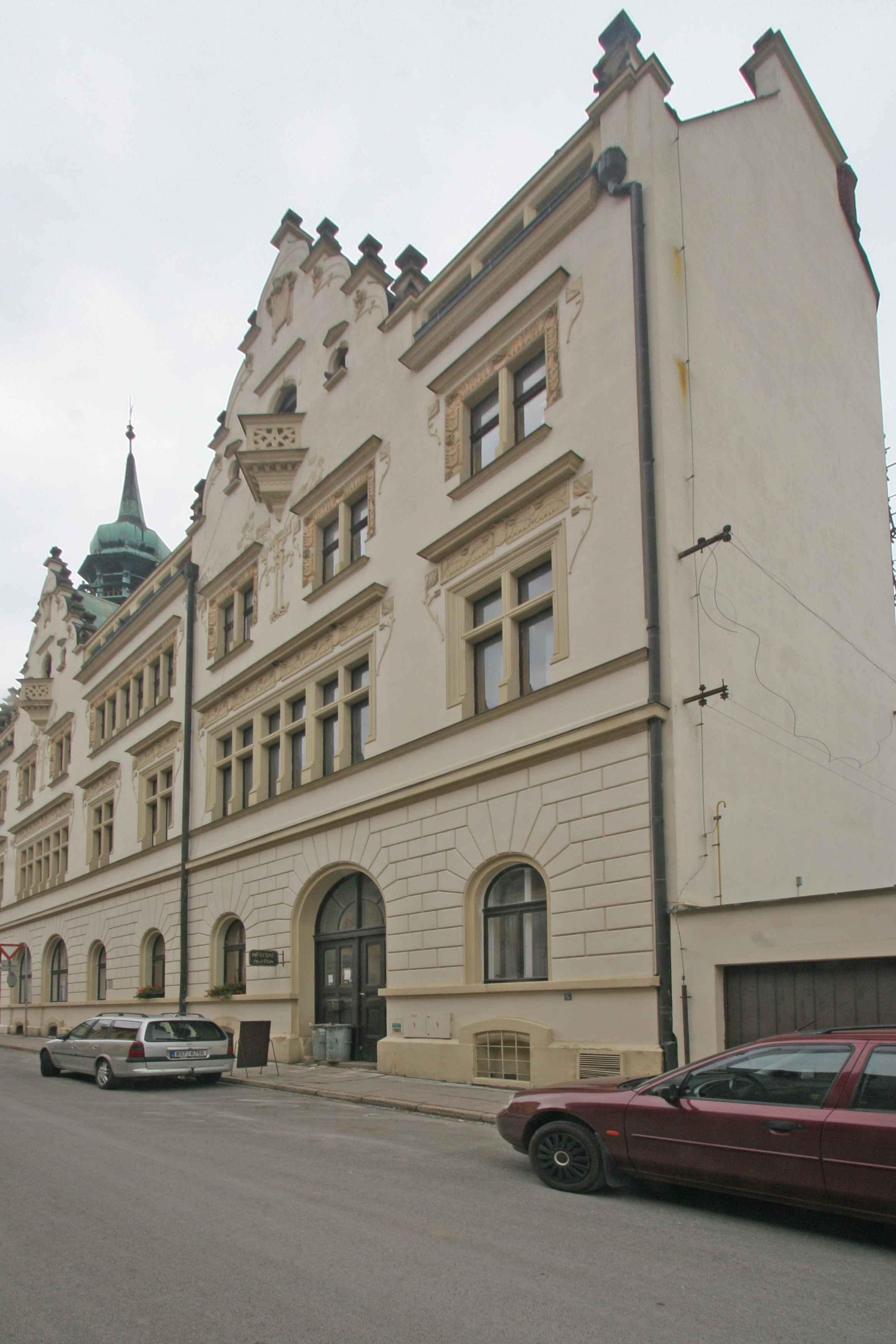
Spořitelna a muzeum v Novém Bydžově – pohled z ulice Boženy Němcové